# Locomotiva FS E.330
(Giorgio Stagni)
Le locomotive E.330 sono state un gruppo di locomotive elettriche delle Ferrovie dello Stato, alimentate a corrente alternata trifase a frequenza ferroviaria, utilizzate per la trazione dei treni viaggiatori dal 1914 al 1963.
La velocissima espansione della rete ferroviaria italiana, contemporaneamente effetto e causa dello sviluppo economico e sociale del Paese e dell'aumento del traffico manifestatosi dopo il 1895, insieme ad alcuni disastri come quello del Piano orizzontale dei Giovi (avvenuto l'11 agosto 1898 e in cui morirono 13 persone) richiamò l'attenzione anche dell'opinione pubblica non specializzata sulla necessità di ovviare ai limiti della trazione a vapore.
I rapidi sviluppi dell'elettrotecnica e della tecnologia dei materiali, permettendo alla trazione elettrica di uscire dai limiti dell'impiego sulle tramvie urbane e suburbane consentirono l'inizio delle elettrificazioni ferroviarie con sistemi di alimentazione a media e ad alta tensione.
I limiti dell'infrastruttura (tracciato, ponti, corpo stradale e armamento), che nel breve periodo avrebbero impedita l'adozione di nuovi gruppi di locomotive dotate di un carico per sala maggiore delle 15 t ammesse sulla parte già ammodernata della rete (clamoroso fu l'anacronismo delle locomotive del gruppo 690 FS progettate nel 1908, commissionate nel giugno 1910 e consegnate dal febbraio 1911 che, avendo un carico di 17,1 t su ognuna delle sale motrici, furono autorizzate a circolare solo su due linee) e la necessità d'importare tutto il carbon fossile necessario per l'alimentazione delle locomotive a vapore, che avevano già dimostrato i loro limiti energetici e d'esercizio, spinsero la dirigenza delle Ferrovie dello Stato a sviluppare rapidamente i programmi di elettrificazione anzitutto delle linee di valico afferenti alla pianura padana, impiegando le nuove locomotive del gruppo E.550 (soprannominato "il mulo dei Giovi") costruite dal 1908 nello stabilimento di Vado Ligure appositamente impiantato dalla Società Italiana Westinghouse.
Le locomotive E.330, progettate e costruite dalla stessa azienda industriale e destinate al traino dei treni viaggiatori veloci sulle linee di pianura, risolsero in modo rimasto ineguagliato il problema, tipico della trazione con motori asincroni trifase, dell'adeguamento delle velocità alle diversificate necessità del traffico. Le soluzioni tecniche che le caratterizzarono furono frutto della genialità di progettisti stranieri, ma alla dirigenza politica e tecnica italiana va ascritto il merito di avere generate le condizioni per la loro introduzione e di avere stimolato anche grazie a esse lo sviluppo di un'autonoma scuola progettuale e di un'industria specializzata nazionale.

## Premesse
La sperimentazione e poi l'esercizio regolare col sistema di trazione elettrica a corrente alternata trifase a frequenza ferroviaria, svoltosi sulle linee della Valtellina (Colico-Sondrio e Colico-Chiavenna, attivate il 4 settembre 1902, e Colico-Lecco, attivata il 15 ottobre 1902, prolungata nell'aprile 1910 fino a Calolziocorte) e del traforo del Sempione (Iselle di Trasquera-Briga, attivata il 1º giugno 1906) avevano dato ottimi risultati.
Essi spinsero le neoistituite FS dirette dall'ingegner Riccardo Bianchi (che come componente della commissione Nicoli-Grismayer aveva promosso i primi esperimenti italiani di trazione elettrica) a predisporre fin dal 1905-1906 un primo impegnativo programma di elettrificazioni da completare entro il 1911, comprendente le linee di valico: i Giovi, il Frejus, la Savona–San Giuseppe di Cairo–Ceva, la Porrettana, la Napoli–Salerno con la diramazione Torre Annunziata–Castellammare di Stabia; e le linee pianeggianti o moderatamente acclivi accentrate su Milano: Milano–Lecco con diramazione Carnate–Bergamo, Milano–Arona con diramazione Gallarate-Laveno, Iselle di Trasquera–Domodossola da prolungare fino ad Arona.
Per le necessità del porto di Genova si decise di elettrificare anzitutto la linea dei Giovi. I lavori sul tronco Pontedecimo–Busalla furono iniziati nel 1907 e l'esercizio passò definitivamente alla trazione elettrica il 1º maggio 1911, con l'utilizzazione delle locomotive E.550 costruite dal 1908. I brillanti risultati ottenuti fin dall'esercizio 1911-1912, il primo svoltosi tutto in trazione elettrica, spinsero a continuare col programma prestabilito e in particolare a puntare sull'elettrificazione delle linee Monza–Lecco (elettrificata nell'aprile 1910 per il tronco Lecco–Calolziocorte e nel giugno 1914 per il tronco Calolziocorte–Monza), Ronco–Mignanego–Genova e Genova–Savona.
Per queste ultime fu decisa la costruzione di un nuovo gruppo di locomotive con velocità massima di 100 km/h: le E.330 che, insieme alle E.331 e alle E.332, avrebbero dovuto introdurre le tipologie destinate alla trazione dei treni viaggiatori più veloci (eccezionalmente anche di treni merci) e permettere di superare il problema della variazione della velocità (in dipendenza del fatto che la velocità di rotazione del motore asincrono trifase è vincolata rigidamente alla frequenza della corrente di alimentazione).
Per consentire l'esercizio su tutte le linee già elettrificate o in corso di elettrificazione nel 1912-1913 furono ordinate le macchine elencate nella tabella che segue.
Le locomotive del gruppo 051 presenti nella tabella, ordinate ma non costruite per la rescissione del contratto (per motivi rimasti oscuri), e che avrebbero assunto se costruite la classificazione fra parentesi, non hanno alcun rapporto con le omonime E.551 che furono immesse in servizio tra il 1921 e il 1925.
| Anno di ordinazione | Costruttore                       | Quantità | Rodiggio (UIC) | Gruppo | Numerazione d'origine | Numerazione finale | Anno d'immissione in servizio |
| ------------------- | --------------------------------- | -------- | -------------- | ------ | --------------------- | ------------------ | ----------------------------- |
| 1912                | Soc. It. Westinghouse             | 16       | 1'C1'          | 030    | 0301-03016            | E.330.001-016      | 1914                          |
| 1913                | Tecnomasio Italiano Brown Boveri  | 18       | 2'C2'          | 033    | 0331-03318            | E.331.001-018      | 1916-1920                     |
| 1913                | Costruzioni Meccaniche di Saronno | 6        | 2'C2'          | 034    | 0341-0346             | E.332.001-006      | 1917                          |
| 1912                | Soc. It. Westinghouse             | 45       | E              | 050    | 05041-05085           | E.550.041-085      | 1913-1914                     |
| 1913                | Soc. It. Westinghouse             | 25       | E              | 050    | 05086-050110          | E.550.086-110      | 1914-1915                     |
| 1913                | Costruzioni Meccaniche di Saronno | 12       | E              | 051    | 0511-05112            | (E.551.1-12)       | Non costruite                 |

La numerazione nel gruppo 030 (0301-03016) fu adottata per breve tempo solo per la locomotiva 0309. Le altre entrarono in servizio già con la numerazione E.330.1-16, adottata nella primavera del 1914. La numerazione definitiva E.330.001-016, adottata nel 1917, fu applicata praticamente nel 1931.
Come in tutti i gruppi di locomotive del sistema a corrente alternata trifase la seconda cifra del numero di gruppo (030 e poi E.330) indicava le macchine con ruote di diametro maggiore ("a ruote alte") destinate ai treni viaggiatori.
Nella classificazione definitiva entrata in vigore nel 1917 il prefisso "E." indicava le locomotive elettriche, la prima cifra "3" indicava il numero delle sale motrici o delle sale accoppiate nel caso di macchine con trasmissione a bielle, la seconda "3" le macchine con "ruote alte" e la terza "0" il numero cronologico di progetto.

## Progetto
La caratteristica del motore asincrono trifase di ruotare a una velocità fissa dipendente dalla frequenza della corrente di alimentazione, vantaggiosa per il traffico merci sulle linee di montagna, si era già dimostrata inadatta per il traffico viaggiatori su linee di pianura. Tutte le locomotive trifasi precedenti potevano viaggiare a una sola velocità (FS E.430) o a due (FS E.360, E.550 e FFS Fb 3/5 364-365). Nel 1907 le FFS introdussero sulla linea del Sempione la locomotiva Fb 4/4 366 che fu la prima in grado di sviluppare quattro velocità ma soltanto grazie a uno schema elettrico ridondato con conseguente sottoutilizzazione dei materiali.
Per le E.330 erano state previste quattro velocità, le due più elevate delle quali stabilite come normali per i servizi da svolgere. Il termine di confronto erano le locomotive a vapore per treni diretti e direttissimi del gruppo 685 FS, progettate e ordinate nel 1911 e consegnate a partire dal 1912.

### Parte meccanica

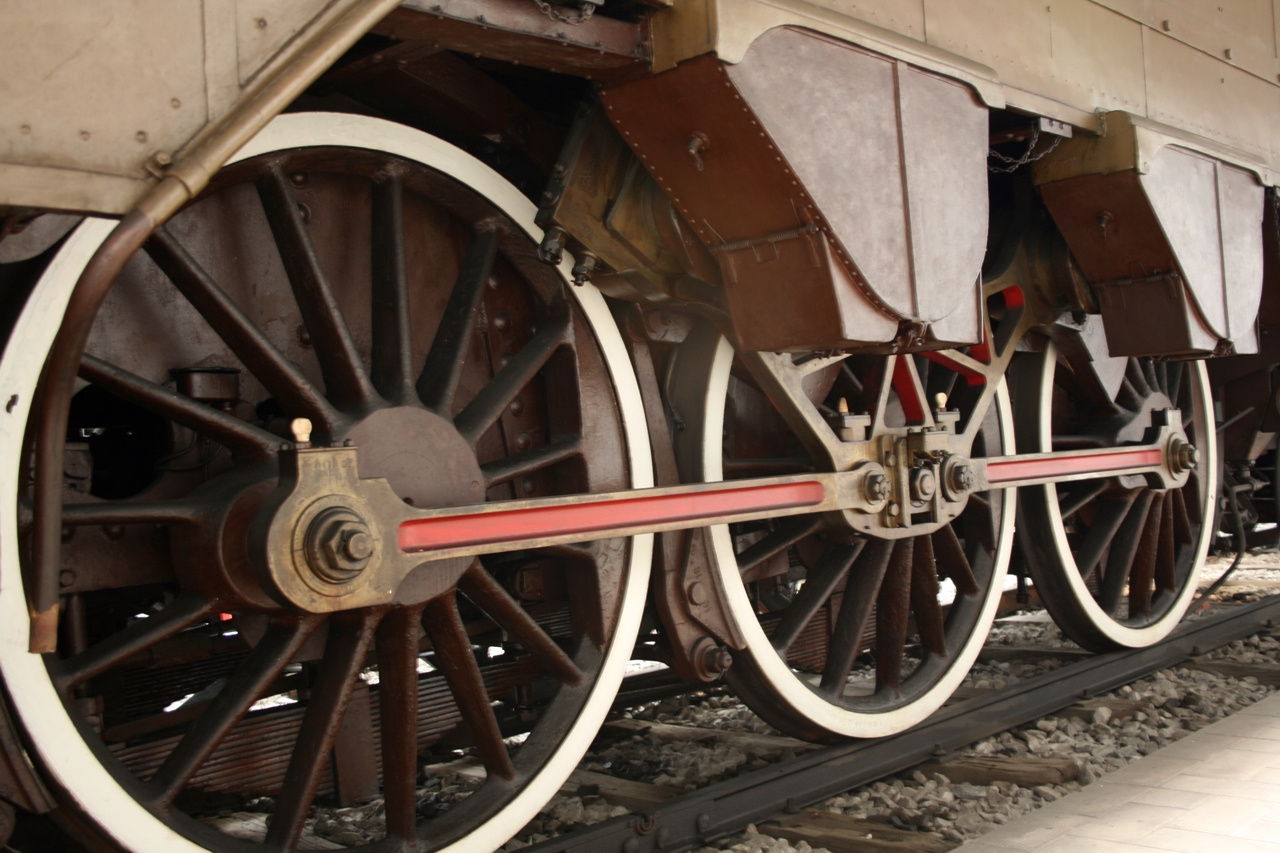
Le sale motrici con le bielle motrici e le custodie dei motori di trazione.

Il rodiggio 1'C1' delle E.330 è analogo a quello delle locomotive a vapore del gruppo FS 685 e di altre locomotive elettriche trifasi precedenti (E.360 ed E.380) con alcune innovazioni significative.
Da entrambe le estremità della macchina la sala portante e la sala accoppiata costituiscono un carrello Zara, col vantaggio di una marcia più adatta alle linee italiane del tempo, caratterizzate da un'elevata tortuosità e da grandi tolleranze nella geometria dell'armamento. In aggiunta la sala motrice centrale è dotata della possibilità di spostarsi trasversalmente. Conseguentemente il rodiggio diventò privo di un vero e proprio passo rigido e ciò, oltre a migliorare l'inscrizione in curva, ridusse la tendenza al moto di serpeggio e l'aggressività nei confronti del binario. La buona distribuzione delle masse, concentrata intorno al baricentro, insieme alle altre scelte progettuali rese il comportamento dinamico delle E.330, in rettifilo e in curva, molto buono anche comparandolo con quello di altre locomotive italiane successive.
Inoltre fu prevista la possibilità, con un modesto lavoro d'officina, di redistribuire i carichi per sala alleggerendo quelle motrici e riducendo così la massa aderente da 51 t a 45 t per il servizio sulle linee che ammettevano un carico per sala di 15 t.
Il diametro delle ruote motrici, doppio di quello delle E.550, fu scelto per consentire la doppia trazione con le loro antenate, specialmente nella trazione dei treni merci.

### Parte elettrica
Il progetto delle E.330, che avrebbero avuto due motori di trazione, si fondò sui nuovi schemi circuitali studiati dal tedesco Manu Stern e dall'ungherese Maurice Milch.
Stern brevettò nel 1907, integrando il brevetto nel 1908, un circuito in grado di convertire a bordo la corrente di alimentazione da trifase a bifase, con conseguente variazione del numero dei poli per ottenere due velocità di rotazione dei motori. Nello stesso brevetto egli suggerì l'applicazione del suo schema a una locomotiva a quattro velocità (le altre due ottenute con un collegamento in cascata), aggiungendo un autotrasformatore Scott per la conversione della corrente da trifase a bifase.
Il brevetto del Milch, depositato nel 1910, risolse il problema della commutazione dei motori. Pertanto le E.330 furono dotate di un circuito di trazione con quattro tipi di collegamento: in cascata a 8 poli, con alimentazione trifase dalla linea di contatto e dal motore primario; in cascata a 6 poli, con alimentazione bifase dall'autotrasformatore Scott e dal motore primario; in parallelo a 8 poli, con alimentazione trifase dalla linea di contatto; e in parallelo a 6 poli con alimentazione bifase dall'autotrasformatore Scott.

Il numero dei contatti dei combinatori risultò alla fine essere di 103. Gli anelli collettori furono posti sull'albero del motore (tre da un lato e quattro dall'altro), in posizione vantaggiosa per le ispezioni e la manutenzione ma con difficoltà costruttive per le tecnologie allora disponibili, giacché i cavi di collegamento tra i collettori e gli indotti dovettero passare in cunicoli a collo d'oca attraversanti i perni di manovella, le manovelle e gli alberi.

Motore di trazione secondario. In alto, senza coperchi, i combinatori. Davanti, il servomotore pneumatico che li azionava.

Il resto dell'equipaggiamento elettrico è analogo a quello dell'E.550, col reostato controllato da una "testa di comando" che regolava automaticamente la locomotiva mantenendone costante la potenza durante gli avviamenti e le transizioni da una velocità all'altra e che anticipava di decenni i principi dei moderni controlli automatici.
L'alimentazione dalla linea di contatto, con due fasi costituite da conduttori aerei elettricamente distinti, era fondamentale per una locomotiva che avrebbe dovuto viaggiare fino a una velocità doppia di quelle che l'avevano preceduta. Essa fu affidata a un organo di presa di corrente (trolley) progettato, brevettato, costruito e fornito dalla Brown Boveri. Per superare le obiezioni della Westinghouse, costruttrice di tutta la parte elettrica e che aveva proposto un trolley da essa progettato e brevettato (e già sperimentato nel 1908 sulle E.550.), le FS decisero di acquistare i trolley direttamente dalla Brown Boveri e quindi di fornirli alla Westinghouse per il montaggio.

## Costruzione
Il Consiglio d'amministrazione delle FS deliberò la costruzione delle E.330 (dapprima otto e poi sedici macchine) il 14 agosto 1912 e il contratto formale di fornitura FS-Westinghouse fu stipulato l'8 febbraio 1913.. Ogni locomotiva costò 174 400 lire.
Per consentire alle altre industrie ferroviarie italiane, che erano tutte specializzate nella costruzione di locomotive a vapore, di cominciare a fare pratica con quella delle locomotive elettriche la commessa fu divisa: la Westinghouse, che aveva sviluppato il progetto sotto la guida del suo geniale direttore tecnico ingegner Kálmán Kandó, fu incaricata di fornire la parte elettrica di tutte le macchine (escluso il trolley), mentre la commessa della parte meccanica fu ripartita fra essa (per le E.330.009-016) e la Breda (per le E.330.001-008).
Tutte le macchine vennero consegnate alle FS nella stazione di Savona Letimbro e da lì trasferite prima al deposito locomotive di Genova (Campasso) per le prime prove e poi a quello di Lecco per il collaudo, eseguito sulla linea Monza-Lecco, e per l'accettazione definitiva.
La tabella seguente riassume la cronologia del gruppo:
| Locomotiva | Data di consegna alle FS | Data di demolizione |
| ---------- | ------------------------ | ------------------- |
| E.330.001  | 29 settembre 1914        | Aprile 1965         |
| E.330.002  | Ottobre 1914             | Dicembre 1947       |
| E.330.003  | Ottobre 1914             | Aprile 1965         |
| E.330.004  | Ottobre 1914             | Luglio 1948         |
| E.330.005  | 31 ottobre 1914          | Aprile 1965         |
| E.330.006  | 16 novembre 1914         | Aprile 1965         |
| E.330.007  | 23 novembre 1914         | Marzo 1965          |
| E.330.008  | Dicembre 1914            | Preservata          |
| E.330.009  | Agosto 1914              | Ottobre 1945        |
| E.330.010  | Agosto 1914              | Maggio 1965         |
| E.330.011  | Agosto 1914              | Aprile 1965         |
| E.330.012  | Agosto 1914              | Marzo 1965          |
| E.330.013  | 5 settembre 1914         | Aprile 1965         |
| E.330.014  | 12 settembre 1914        | Marzo 1965          |
| E.330.015  | Settembre 1914           | Maggio 1965         |
| E.330.016  | Ottobre 1914             | Maggio 1965         |

L'E.330.009 (in origine e per pochi mesi 0309) iniziò le corse di prova nella primavera 1914.
Per tutto il gruppo furono adottati gli schemi di verniciatura normali delle FS: dapprima nero e rosso; poi, dal 1931, in occasione di riparazioni che richiedessero la riverniciatura integrale (e quindi non immediatamente e simultaneamente), castano, isabella e rosso.
Diversi particolari visibili dichiarano che la rivalità industriale fra la Westinghouse e la Breda si estendeva all'aspetto estetico.

## Caratteristiche
Le E.330 avevano quattro velocità di regime, variate di poco col variare della tensione (da 3 000 a 3700 V) e della frequenza della corrente di alimentazione (15 Hz sulle linee Lecco-Sondrio e Colico-Chiavenna fino al 1917; 15,8 Hz sulle linee precedenti dal 1917 al 1930 e sulla Monza-Lecco fino al 1930; 16,7 Hz su tutta la rete dal 1930 in poi)
I corrispondenti valori di potenza, forza di trazione, rendimento dei motori e fattore di potenza, tutti a regime orario e misurati durante il collaudo svolto nel 1914 sulla linea Monza-Lecco sono riepilogati nella tabella seguente:
| Velocità nominale (km/h) | Potenza assorbita (kW) | Forza di trazione (kN) | Rendimento dei motori | Fattore di potenza |
| ------------------------ | ---------------------- | ---------------------- | --------------------- | ------------------ |
| 37                       | 920                    | 88                     | 0,87                  | 0,65               |
| 50                       | 1230                   | 88                     | 0,87                  | 0,65               |
| 75                       | 1940                   | 93                     | 0,935                 | 0,85               |
| 100                      | 1630                   | 59                     | 0,935                 | 0,85               |

Dalle stesse prove risultò che a regime continuativo e alla velocità di 75 km/h le E.330 sviluppavano una forza di 84 kN e una potenza di 1760 kW. Il confronto con le 685 FS, che alla stessa velocità sviluppavano una forza di 44 kN e una potenza di 920 kW, dimostrò la superiorità dell'E.330 (le potenze specifiche erano di 7,5 W/kg per le 685 e di 24 W/kg per le E.330).
Con alimentazione a 3300 V, 16,7 Hz e a regime orario le grandezze misurate furono le seguenti:
| Velocità nominale (km/h) | Velocità di sincronismo (km/h) | Potenza assorbita (kW) | Potenza effettiva (kW) | Forza di trazione (kN) | Forza di trazione massima (kN) | Rendimento dei motori | Fattore di potenza |
| ------------------------ | ------------------------------ | ---------------------- | ---------------------- | ---------------------- | ------------------------------ | --------------------- | ------------------ |
| 37                       | 38,4                           | 900                    | 750                    | 75                     | 110                            | 0,88                  | 0,77               |
| 50                       | 51,2                           | 850                    | 700                    | 50                     | 85                             | 0,87                  | 0,60               |
| 75                       | 76,8                           | 2100                   | 2000                   | 95                     | 125                            | 0,94                  | 0,93               |
| 100                      | 102,4                          | 1800                   | 1600                   | 60                     | 100                            | 0,93                  | 0,87               |

Le velocità di sincronismo ed effettive variavano in funzione della frequenza di alimentazione e della maggiore o minore usura dei cerchioni.
Dalle tabelle di prestazione si sa che alla velocità di 75 km/h su pendenze del 12 per mille le E.330 potevano trainare treni della massa di 350 t.

## Modifiche
La manutenzione corrente veniva eseguita nelle officine dei depositi di assegnazione. Le grandi riparazioni e le riparazioni speciali furono eseguite dapprima nell'officina del deposito di Genova Rivarolo e poi nelle Officine di Grande Riparazione di Torino.
La pratica dell'esercizio fece emergere alcuni difetti, in parte dovuti agli stessi obiettivi molto ambiziosi del progetto e in parte ai limiti delle tecnologie del tempo: non a caso un ingegnere delle FS, pochi mesi dopo le prime immissioni in servizio, definì le E.330 "Un vero e proprio tentativo di sforzar la natura".

Per la parte meccanica si evidenziò un'insufficiente robustezza del telaio, costituito da elementi chiodati e che, sottoposto agli sforzi generati allo spunto dai motori (ognuno dei quali pesava 14,5 t) tendeva a deformarsi, con conseguenti surriscaldamenti dei cuscinetti, rotture delle manovelle motrici e anche deformazioni delle travi. In sede di progetto s'era cercato di prevenire tali possibilità innalzando di molto i motori (che erano smontabili dall'alto), con conseguente impiego di bielle a V di nuova ideazione e nuovi tipi di contrappesi, ma il problema non fu mai risolto, neanche coll'aggiunta di fazzoletti di rinforzo ai longheroni.

Reostato di avviamento. Nella parte anteriore al centro è visibile la custodia del controllo automatico

Le dimensioni e le masse dei contrappesi, diversi tra loro per la massa e per la posizione per la prima volta in un gruppo di locomotive FS, furono la causa di altri inconvenienti. Durante le grandi riparazioni, che comportavano lo smontaggio della locomotiva in ogni sua parte, gli operai d'officina, abituati all'interscambiabilità dei contrappesi, a volte li rimontarono in posizioni diverse da quelle previste, finendo coll'esasperare forze che invece avrebbero dovuto essere mitigate. Le conseguenze sull'integrità della macchina apparvero subito gravi, e le reiterate disposizioni dei competenti uffici FS alle Officine dimostrano che tali inconvenienti d'esercizio non furono occasionali.
Nel 1921 sulla locomotiva E.330.014 fu sperimentato un sistema di trasmissione del moto dai motori alle sale tramite un cinematismo studiato dall'ingegner Giuseppe Bianchi.
Per la parte elettrica fin dalle prime prove condotte sulla Monza-Lecco il reostato (come già quello delle E.550, dal quale derivava), che aveva una capacità di 680 l (in origine sulla locomotiva 009, aumentata a 960 l dopo le prime prove) di soluzione di acqua e soda al 2%, risultò incapace di smaltire il calore in eccesso, con conseguente concentrazione della soluzione, diminuzione della sua resistività e impossibilità di espletare servizi con fermate frequenti.
Si provvide dapprima applicando una motopompa che rimescolasse la soluzione nel cassone del reostato. Poi aggiungendo uno scambiatore termico esterno a serpentina, come si stava facendo sulle E.550.111-130 (costruite dalla stessa Westinghouse dal 1915 al 1917), che negli anni venti fu sostituito da un altro simile e da un vaporizzatore di ricircolo a ventilazione forzata. A questi dispositivi fu aggiunto un serbatoio d'acqua dolce che permetteva di reintegrare la soluzione senza bisogno di rifornimenti tramite le colonne idrauliche delle stazioni.
Queste modifiche, sperimentate sull'E.330.016 e generalizzate negli anni trenta, comportarono l'aggiunta di un voluminoso avancorpo a cofano davanti a una delle cabine. Un altro avancorpo fu aggiunto, simmetricamente, per ospitare i due motocompressori tolti dalla cabina per far posto a un interruttore-invertitore in olio di nuovo tipo. Queste superfetazioni alterarono sensibilmente il disegno estetico della macchina.
Le unità E.330.006 e 008 negli anni cinquanta subirono delle modifiche al reostato, con sostituzione dei due serbatoi della soluzione di raffreddamento con uno solo di maggior capienza. Tale modifica, presumibilmente ispirata alla configurazione del reostato tipica delle E.432, appare legata al loro intenso impiego su linee fortemente acclivi.

## Esercizio

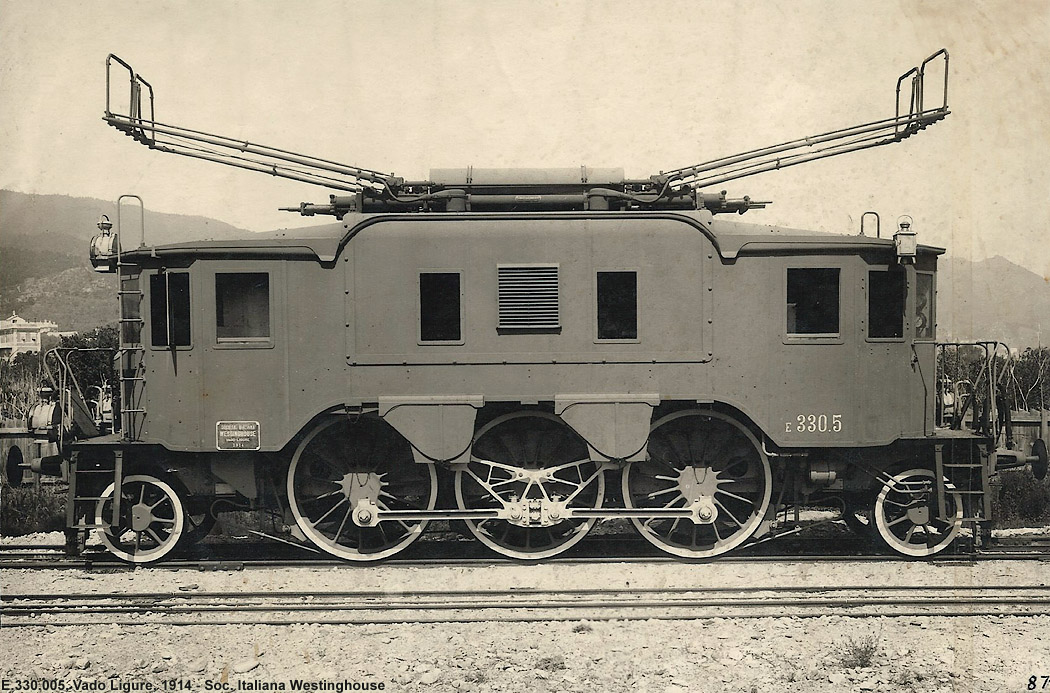
La locomotiva E.330.005 fotografata nuova di fabbrica a Vado Ligure nel 1914

### Servizi
Terminati i collaudi e immesse nel parco FS, le E.330 prestarono servizio dapprima sulle citate linee della Valtellina e sulla linea tirrenica ligure al traino di treni diretti e direttissimi. Dopo l'arrivo di nuovi gruppi come l'E.431 esse vennero assegnate ai treni accelerati e diretti. Vennero poi concentrate in Lombardia e vi rimasero fino alla trasformazione delle linee nel sistema a corrente continua. Nel 1952 le 13 unità superstiti furono assegnate al deposito di Alessandria, dove rimasero fino alla radiazione per trainare treni accelerati e diretti, anche periodici estivi, sulle linee Torino-Alessandria-Voghera e Voghera-Alessandria-Savona (provenienti da Milano Porta Genova). Sporadicamente, fino all'agosto 1962, arrivarono fino a Genova Piazza Principe.

### Depositi
Tra il 1914 e il 1927 tutto il gruppo fu assegnato al deposito di Lecco. Tra il 1927 e il 1940 alcune unità furono assegnate a Livorno. Poi e fino al 1952 tutte vennero assegnate al deposito di Lecco. Nel 1952 furono trasferite tutte al deposito di Alessandria dove rimasero fino alla radiazione dal parco FS, avvenuta nel 1963.
"Numerose unità" furono demolite nel deposito locomotive di Verona nella prima metà degli anni Settanta.

## Ricezione e influenza
La prima comunicazione sulla costruzione fu data agli ambienti elettrotecnici durante una conferenza pronunziata nel 1914 dall'ingegner Egisto Grismayer presso la Sezione di Roma dell'Associazione Elettrotecnica Italiana.
La considerazione ricevuta dal progetto fin dalle prime prove è testimoniata anche dalla tempestiva attenzione dedicatagli dai periodici di divulgazione scientifica e tecnologica.
Al di là dei difetti a cui si è accennato le E.330 corrisposero alle aspettative. La storiografia concorda nel ritenere che le E.330 identificano l'inizio "[del]la fase 'matura' [del sistema trifase] (caratterizzata da locomotive ad elevato rendimento e da significativi miglioramenti nell'affidabilità dei mezzi e della linea aerea) [con] uno slancio che vide il realizzarsi di vaste opere di elettrificazione prima sulle linee di valico e poi in pianura, senza esaurirsi fino agli anni trenta.", quando il successo dell'elettrificazione sperimentale a corrente continua ad alta tensione della linea Foggia-Benevento e delle locomotive FS E.625 ed E.626 chiuse il confronto fra "trifasisti" e "continuisti" nell'ambito del dibattito italiano sulla "questione del sistema".
Lo schema Stern-Milch, nell'interpretazione datane dai progettisti della Westinghouse (Kálmán Kandó e collaboratori), risolse il problema della variazione di velocità in modo ineguagliato da altri schemi coevi e successivi e fu ripreso per il progetto delle locomotive E.431, che utilizzarono anche il reostato sperimentato sull'E.330.016. Lo schema Milch fu ripreso anche per le locomotive FS E.470 del sistema trifase con alimentazione a 10 kV a frequenza industriale. Il rodiggio e la trasmissione vennero adottati per le locomotive FS E.333. Il cinematismo Bianchi sperimentato sull'E.330.014 fu adottato, con alcune migliorie, sulle locomotive dei gruppi E.432 ed E.554.
Viene inoltre giudicato "lungimirante" il comportamento delle Ferrovie dello Stato dirette da Riccardo Bianchi che, dovendo sviluppare i servizi e anche ridurre la dipendenza dal mercato estero per gli acquisti di carbone per locomotive (che nel 1911 assommarono a oltre due milioni di tonnellate, provenienti dal bacino inglese di Cardiff), si posero alla testa del progresso tecnologico e, dopo aver "importata" una nuova tecnologia (i progettisti della Westinghouse e della Brown Boveri erano tutti stranieri), promossero la riduzione del monopolio di fatto e stimolarono lo sviluppo dell'industria elettromeccanica nazionale.
Per le sue caratteristiche progettuali, per i suoi risultati d'esercizio e per il suo contributo allo sviluppo industriale del Paese l'E.330 "merita a buon diritto di essere annoverata fra le grandi locomotive 'storiche' della trazione elettrica (Erminio Mascherpa)".
Nel 2011 l'impresa ferroviaria ungherese MÁV Trakció insieme alla Bombardier ha ricordato l'anniversario della morte di Kálmán Kandó applicando alla sua locomotiva E 480 001 (91 55 0480 001-1) una livrea commemorativa comprendente un suo ritratto, una fotografia delle locomotive FS E.330 ed E.550 presa nel 1914 nello stabilimento di Vado Ligure prima delle consegne alle FS, e una della locomotiva MÁV E 40 001 del 1932, prototipo del sistema a corrente alternata monofase.

## Soprannomi
Le locomotive E.330 furono soprannominate dal personale FS "Cammelli" e "Sommergibili". Il primo soprannome fu attribuito, in tempi recenti, alla loro configurazione estetica che, vista di fianco, ricordava quella di un cammello (in realtà la presenza di una sola gobba avrebbe dovuto suggerire quella di dromedari) o alla loro marcia dinoccolata, ma l'osservazione che essa è comune a tutte le locomotive con trasmissione a bielle fece propendere per una terza interpretazione legata alla possibilità di reintegrare l'acqua della soluzione sodica di raffreddamento del reostato attingendo dal serbatoio ausiliario senza interrompere la corsa.
Il soprannome di sommergibili, legato anche alle contemporanee vicende della prima guerra mondiale e comune ad altri gruppi di locomotive elettriche FS, sembra dovuto alla difficoltà per il personale di macchina di passare da una cabina all'altra senza dovere scendere a terra, essendo lo spazio interno angusto e parzialmente ingombrato da cavi, tubi, ripari dei contrappesi della trasmissione e altri apparecchi.

## Conservazione museale
Dal 1969 la locomotiva E.330.008 è conservata nella Sezione ferroviaria del Museo nazionale della scienza e della tecnologia "Leonardo da Vinci" di Milano.

## Riproduzioni fermodellistiche
L'E.330 è stata oggetto di riproduzione in scala da parte di diverse ditte specializzate.
Tra i modelli di privati si cita quello del capitano della marina mercantile Edmondo Tiozzo, poi consigliere della Federazione italiana modellisti ferroviari e amici della ferrovia, realizzato nel 1940 circa in scala 1:25 con riproduzione degli interni e funzionante.
Nel 1979 la riproduzione in metallo in scala H0 e funzionante fu l'oggetto dell'edizione straordinaria del Premio "Gianni Cattaneo", organizzato dal Gruppo Fermodellistico Genovese in memoria del proprio socio Gianni Cattaneo (Genova 1930-Genova 1954). I vincitori furono Carlo Spada, Antonio Sartori-Bortotto, Giorgio Iardella e, fuori concorso, Alfio Soresina.

### Fonti a stampa
- Ferrovie dello Stato. Direzione generale. Servizio Trazione, Album dei tipi delle locomotive ed automotrici, Firenze, Ferrovie dello Stato, 1915,  Vol. II, tav. 182. Rist. anast.: Colleferro, Editrice di storia dei trasporti, 1979; Ponte San Nicolò, Duegi, 2005.
- Egisto Grismayer, Considerazioni sulla trazione elettrica ferroviaria, in L'elettrotecnica, vol. 1, n. 27, 1914,  pp. 691-698.
- Egisto Grismayer, Considerazioni sulla trazione elettrica ferroviaria, in L'elettrotecnica, vol. 1, n. 28, 1914,  pp. 719-726.
- Egisto Grismayer, Considerazioni sulla trazione elettrica ferroviaria, in L'elettrotecnica, vol. 1, n. 29, 1914,  pp. 747-758.
- Egisto Grismayer, Considerazioni sulla trazione elettrica ferroviaria, in L'elettrotecnica, vol. 1, n. 30, 1914,  pp. 773-782.
- Egisto Grismayer, Considerazioni sulla trazione elettrica ferroviaria, in L'elettrotecnica, vol. 1, n. 31, 1914,  pp. 799-804.
- Pietro Verole, Baldovino Marsili, I nuovi locomotori polifasi a grande velocità delle Ferrovie dello Stato italiano, in Rivista tecnica delle ferrovie italiane, a. 4, 8, n. 1, 1915,  pp. 2-13 e tav. I-VI f. t..
- Pietro Verole, Baldovino Marsili, I nuovi locomotori polifasi a grande velocità delle Ferrovie dello Stato italiano, in Rivista tecnica delle ferrovie italiane, a. 4, 8, n. 2, 1915,  pp. 37-44 e tav. VIII-XII f. t..
- Errata corrige dell'articolo degli ingegneri Verole e Marsili: Rivista tecnica delle ferrovie italiane, a. 4, 8 (1915), nº 3, p. 120
- Pietro Verole, La trazione elettrica nel primo decennio di esercizio delle Ferrovie dello Stato italiano, in Rivista tecnica delle ferrovie italiane, a. 5, 9, n. 2, 1916,  pp. 40-41, 49 e 64.
- Pietro Verole, La grande trazione elettrica, Milano, Hoepli, 1926,  pp. 248-309.
- Ministero delle Comunicazioni. Ferrovie dello Stato. Servizio Materiale e Trazione. Scuole allievi macchinisti trazione elettrica, Descrizione delle locomotive elettriche trifasi. Vol. II, parte II. Locomotive gr. E.330 ed E.431, Firenze, Ferrovie dello Stato, 1927.
- Ministero delle Comunicazioni. Ferrovie dello Stato. Servizio Materiale e Trazione. Scuole allievi macchinisti trazione elettrica, Descrizione delle locomotive elettriche trifasi. Vol. II, parte II. Locomotive gr. E.330 ed E.431, Firenze, Ferrovie dello Stato, 1935.

### Storiografia e complementi
- José Banaudo, Michel Braun, A vent'anni dal trifase, Pinerolo, Alzani, 1996,  pp. 33 e 38-40. [In testa al frontespizio: Amici del trifase]
- Fernando Barenghi, Cinquant'anni di costruzione di locomotive elettriche nello stabilimento di Vado Ligure, in Rassegna tecnica TIBB, vol. 19, n. 4, ottobre-dicembre 1958,  pp. 81-90. Ristampato in Le locomotive del Tecnomasio. Itinerario nella storia della trazione elettrica attraverso 1000 locomotive, Vado Ligure, ABB Tecnomasio, 1994, pp. 33–77
- Bruno Bonazzelli, Incontro con l'E.330, in Italmodel Ferrovie, vol. 29, n. 228, 1979,  pp. 46-47.
- Franco Bonelli, Riccardo Bianchi, in Dizionario biografico degli Italiani, vol. 10.Biagio-Boccaccio, Roma, Istituto della Enciclopedia italiana, 1968.
- Giovanni Cornolò, Locomotive elettriche FS, Parma, Ermanno Albertelli, 1994,  pp. 12, 94-101, 184-189, ISBN 88-85909-97-3.
- Giovanni Cornolò, Dall'E.626 all'Eurostar. 1928-2008: ottant'anni di locomotive elettriche FS, Parma, Ermanno Albertelli, 2008,  pp. 29-32, 38, 44, 495-509, ISBN 88-87372-63-2.
- Giovanni Cornolò, Martin Gut, Ferrovie trifasi nel mondo. 1895-2000, Parma, Ermanno Albertelli, 2000,  pp. 20-26, 121-145, 150-190, 265-271, 272-280, 529-530, 533-535, ISBN 88-87372-10-1.
- Franco De Falco, Dalla 050 alla E.404, in Ingegneria ferroviaria, vol. 67, n. 4, 2012,  pp. 355-361. Ristampa dell'articolo pubblicato in Le locomotive del Tecnomasio. Itinerario nella storia della trazione elettrica attraverso 1000 locomotive, Vado Ligure, ABB Tecnomasio, 1994, pp. 9–21
- Paolo Gassani, Conclusa l'edizione speciale del Premio Cattaneo, in I treni oggi, vol. 1, n. 1, 1980.
- David Jelerčič, Water Bellagente, Michele Mingari, Sui binari dei ricordi. Viaggio in Castano e Isabella, Milano, ACME, 2004,  pp. 8-9.
- Mario Loria, Storia della trazione elettrica ferroviaria in Italia, Firenze, Giunti-Barbèra, 1971,  Tomo 1, pp. 3-45, 118-119, 127-136 e Atlante delle tavole, tavv. VII a, VII b, VII c, IX a, IX b, IX c, IX d, IX e, IX f, XXXIV.
- Alessandro Mandelli, Trifase alle Cinque Terre, in Tutto treno & storia, vol. 10, n. 24, 2010,  p. 33.
- Erminio Mascherpa, Nascita dell'E.330, in Italmodel ferrovie, vol. 29, n. 224-227, 1979.
- Michele Mìngari, Gian Franco Ferro, Franco Dell'Amico, Viaggio in trifase. 75 anni di corrente alternata FS, Milano, ACME, 2009,  pp. 36, 38-39, 42-43, 62-63, 188-189, ISBN 978-88-96759-07-3.
- Riccardo Olivero, E 330. Omaggio al trifase, in Tutto treno, vol. 18, n. 198, 2006,  pp. 14-21.
- Riccardo Olivero, E 330. Omaggio al trifase, in Tutto treno, vol. 18, n. 201, 2006,  pp. 26-32.
- Andrea Puccia, L'impiego del motore asincrono trifase per la trazione, in La tecnica professionale, nº s. 18, n. 2, 2011,  pp. 25-34.
- Gianfranco Regazzoli, Excursus storico sulla FIMF, in Bollettino FIMF, vol. 42, n. 253, 2003,  pp. 8-9.
- Antonio Sartori-Bortotto, La trazione elettrica trifase. Realtà e modelli di un tempo che fu, Milano, Federazione italiana modellisti ferroviari e amici della ferrovia, 2002.
- Giallo Novegro, in I treni, vol. 27, n. 286, 2006,  pp. 46 e 50.
- Claudio Pedrazzini, Storia dell'elettrificazione e dei locomotori trifasi F.S., Brescia, Club Fermodellistico Bresciano, 2017,  pp. 140-157, ISBN 978-88-942040-7-0.

### Siti web
- Viste esterne e sezione della macchina e del motore di trazione. Tavola dalla Nuova enciclopedia Sonzogno, su miol.it, Milano, Sonzogno, 1953.
- Circuito di trazione e sue configurazioni. Tavola dalla Nuova enciclopedia Sonzogno, su miol.it, Milano, Sonzogno, 1953.
- Silvia Adorno, Il motore trifase asincrono, dalle E.330 alle E.471, su miol.it.
- Ministero della Comunicazioni e Ferrovie dello Stato, La trazione elettrica sulle ferrovie italiane, su trenidicarta.it, Napoli, Richter & C., 1927,  p. Indice (archiviato dall'url originale il 12 agosto 2011).
- Le locomotive del Tecnomasio. Itinerario nella storia della trazione ferroviaria italiana attraverso 1 000 locomotive, su trenidicarta.it, Vado Ligure, ABB Tecnomasio, 1994,  p. Indice.
- Mario Borio, Parco locomotive FS al 1º gennaio 1956, su feralpteam.com (archiviato dall'url originale il 24 febbraio 2013).